# Алтындан
Алтындан (каз. Алтындән) — село в Талгарском районе Алматинской области Казахстана. Входит в состав Алатауского сельского округа. Код КАТО — 196233300.

## Население
В 1999 году население села составляло 124 человека (69 мужчин и 55 женщин). По данным переписи 2009 года, в селе проживало 275 человек (133 мужчины и 142 женщины).